# Christo Pimpirev
Christo Pimpirev (Sofía, 13 de febrero de 1953) es un geólogo y explorador polar búlgaro.

## Biografía
Después de graduarse de la Universidad de Sofía con una maestría en geología en 1978 y de obtener su doctorado en 1986, se convirtió en profesor asociado hasta 2004 y profesor a tiempo completo en 2005 en la Universidad de Sofía "St. Kliment Ohridski". En 2017 defendió su disertación sobre "Estratigrafía y evolución geológica de la isla de Livingston durante el período Cretácico" y adquirió un doctorado en ciencias.
El profesor Pimpirev es decano del Programa Antártico Búlgaro, participó en la primera Expedición Antártica Búlgara durante el verano austral de 1987/88 y ha sido el líder de las campañas científicas anuales búlgaras en la Antártida desde 1993 hasta la fecha. Se convirtió en el fundador del Instituto Antártico Búlgaro (BAI) y su director desde 1993 hasta ahora. También es Director del Centro Nacional de Investigación Polar desde 2007 hasta la fecha.
El descubrimiento de la amonita del Alto Tithonian en 2003, en las cercanías de la base antártica búlgara, se reveló como uno de los logros científicos más satisfactorios de la carrera de Pimpirev. De hecho, el avance que se produjo allí cambió el conocimiento establecido de la evolución del continente de Gondwana.
Ha participado en expediciones de investigación en diferentes lugares como el Monte Ama Dablam en los Himalayas de Nepal, una expedición espeleológica en China, un proyecto de búsqueda de oro en Vietnam, una investigación de los Andes colombianos y una expedición canadiense-búlgara a la isla Ellesmere, en el Ártico canadiense.
Christo Pimpirev es profesor de Geología Histórica y Paleogeografía, ha sido conferencista en los Estados Unidos, Portugal, Uruguay, Chile, Colombia, Alemania, Gran Bretaña, Francia, España, Argentina, Canadá, Corea del Sur y muchos otros países. Es autor de siete libros, siete películas científicas populares y más de 250 publicaciones científicas en las principales revistas búlgaras y extranjeras.
Él es el primer representante oficial de Bulgaria que visitó el Polo Sur, el 8 de enero de 2013. Pimpirev caminó en el punto más austral del planeta como miembro de una expedición internacional dedicada al centésimo aniversario de la conquista del Polo Sur de Roald Amundsen y Robert Scott.
El glaciar Pimpirev y la playa Pimpirev en la isla de Livingston, Islas Shetland del Sur, llevan el nombre de Christo Pimpirev.

## Bibliografía

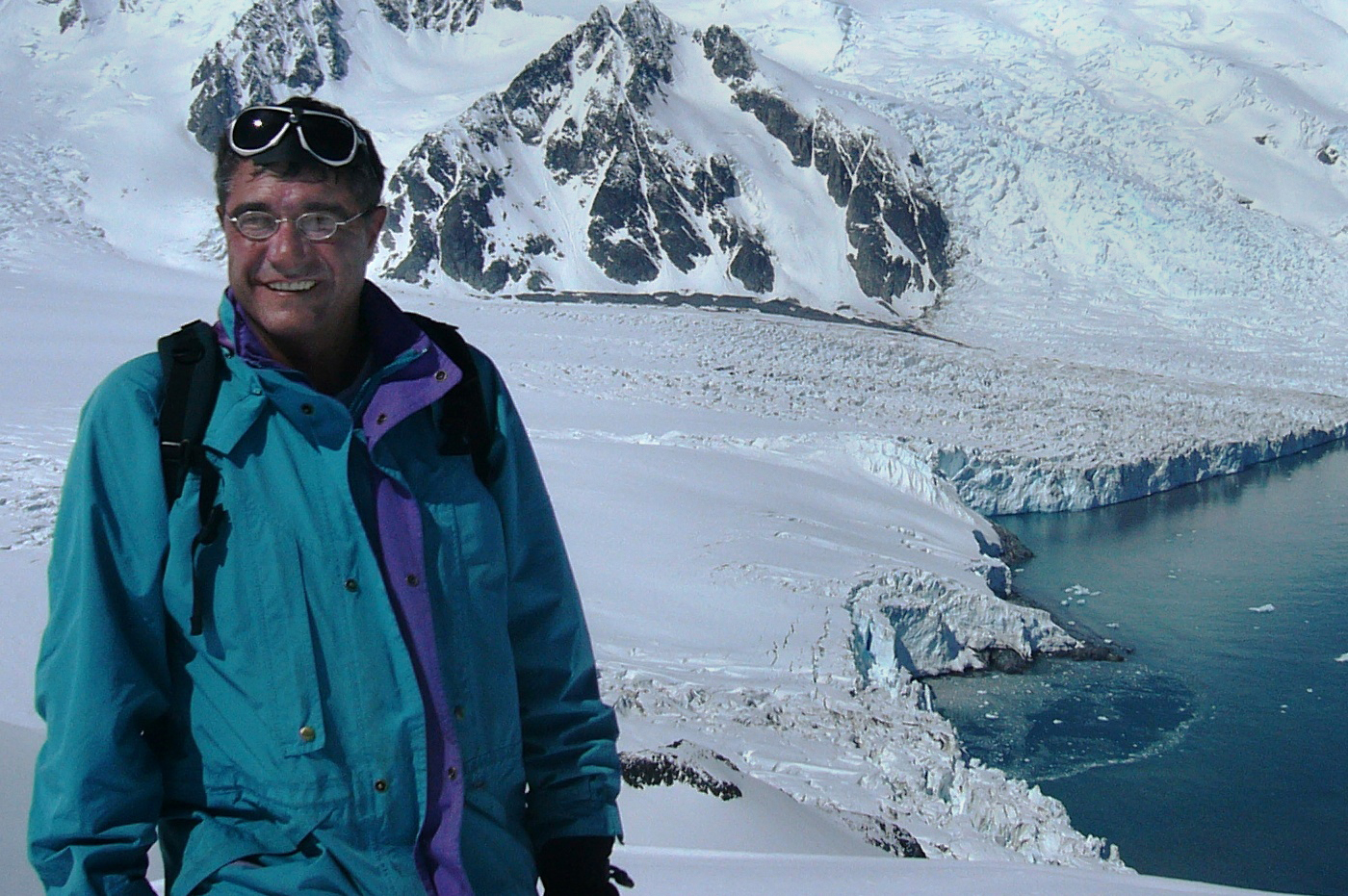
Pimpirev en la Antártida.